# Aud de Lade
Aud Haakonsdottir de Lade est une supposée reine de Suède du Xe siècle qui aurait été l'épouse du roi Éric VI.

## Biographie
Aud est la fille du Norvégien Håkon Sigurdsson, jarl de Lade, et la sœur d'Éric Håkonsson.
La date de son mariage avec le roi Éric n'est pas clairement établie, pas plus que ses dates de naissance et de mort. Ce mariage prend probablement place après celui d'Éric avec Sigrid Storråda. Il est également possible qu'Aud n'ait été que la concubine d'Éric, ou qu'ils n'aient été mariés que peu avant la mort d'Éric, vers 995.

## Source
- (sv)  Lars O. Lagerqvist  "Sverige och dess regenter under 1.000 år",("La suède et ses souverains pendant 1000 ans").. Albert Bonniers Förlag AB. 1982  (ISBN 91-0-075007-7).